# Jesika Jiménez
Jesika Jacqueline Jiménez Luna (8 giugno 1980) è una schermitrice panamense.

## Palmarès
In carriera ha conseguito i seguenti risultati:
- Giochi panamericani:

Santo Domingo 2003: bronzo nella spada individuale.